# Bust-a-Move Millennium
Bust-a-Move Millennium, conosciuto in Giappone come Puzzle Bobble Millennium (パズルボブル ミレニアム?, Pazuru Boburu Mireniamu), è un videogioco rompicapo della serie Puzzle Bobble sviluppato da Altron e pubblicato da Acclaim Entertainment sotto l'etichetta Club Acclaim per la console portatile Game Boy Color nel 2000.

## Modalità di gioco
Il gioco continua a utilizzare le stesse meccaniche di Puzzle Bobble 4. Include una nuova modalità storia e una modalità a due giocatori, oltre a una modalità "Challenge" (Sfida) simile a quella presente nella versione Game Boy di Puzzle Bobble 4. Tuttavia, i controlli e il puntatore possono risultare incoerenti, costringendo il giocatore a "smanettare" con il cursore per individuare il punto esatto in cui desidera sparare la bolla.

## Accoglienza
Il gioco ha ricevuto recensioni favorevoli secondo il sito di aggregazione di recensioni GameRankings. AllGame ha consigliato Bust-a-Move Millenium a chi non aveva mai provato un gioco della serie e a chi ama i rompicapo. Data la sua somiglianza con i predecessori, potrebbe risultare un po' più difficile per i fan della serie valutare se valga l'investimento. Tuttavia, il gioco è sicuramente divertente se si ha un amico contro cui sfidarsi. In definitiva, considerando che tutti i capitoli della saga sono giochi di qualità, è difficile sbagliare con Bust-a-Move Millenium. Secondo Computer and Video Games, Bust-a-Move Millennium è un gioco di alto livello e questa versione rappresentava la migliore uscita fino a quel momento. Tuttavia, viene descritto come un aggiornamento discutibile: chi possedeva già una delle altre versioni potrebbe trovare che le nuove modalità non giustifichino il costo aggiuntivo, poiché si tratta essenzialmente della stessa esperienza. IGN ha notato che la grafica ha subito solo lievi modifiche, ma le opzioni sono state rinnovate con più funzioni. La nuova edizione elimina l'elemento della carrucola presente in Puzzle Bobble 4, che il recensore ha considerato un peccato. Nonostante ciò, il gioco risultava perfetto per due giocatori. Nintendo Power ha ritenuto che il gioco testa a testa renda l'esperienza ancora più rigiocabile rispetto al passato, e l'opzione a due giocatori è un motivo sufficiente per sostituire qualsiasi altro titolo della serie nella propria collezione su Game Boy.